# Tmesisternus tesselatus
Tmesisternus tesselatus är en skalbaggsart som beskrevs av Jean Baptiste Boisduval 1835. Tmesisternus tesselatus ingår i släktet Tmesisternus och familjen långhorningar. Inga underarter finns listade i Catalogue of Life.